# Wie schön du bist
Wie schön du bist ist ein Lied von Sarah Connor. Es wurde von Connor gemeinsam mit Peter Plate, Ulf Leo Sommer und Daniel Faust für ihr neuntes Studioalbum Muttersprache (2015) geschrieben und produziert.

## Hintergrund
Die für Sarah Connor erste Pop-Ballade auf Deutsch hat sie ihrem Sohn gewidmet, der sich zu dem Zeitpunkt in der Pubertät befand.
Im Musikvideo wird ein Mädchen in der Pubertät gezeigt, das mutwillig Autos zerkratzt, Dinge zerstört und auch stiehlt, raucht und andere provoziert. Am Ende des Videos begibt sich das Mädchen in einem heruntergekommenen Hinterhof, wo sie an einer Wand mit dem (von der Interpretin geschriebenen) Graffiti Refugees Welcome! (englisch für „Flüchtlinge Willkommen!“) vorbeiläuft. Auf dem Boden stehen mehrere Farbeimer, gegen einen tritt das Mädchen und die Farbe spritzt auf eine Außenwand. Sarah Connor kommt auf das Mädchen zu und motiviert sie, mit ihr gemeinsam die Farbeimer gegen die Wand zu werfen. Das Mädchen wurde von Helena Siegmund-Schultze gespielt.

## Kommerzieller Erfolg

### Chartplatzierungen
| ChartsChartplatzierungen | Höchstplatzierung | Wochen |
| ------------------------ | ----------------- | ------ |
| Deutschland (GfK)        | 2 (45 Wo.)        | 45     |
| Österreich (Ö3)          | 11 (37 Wo.)       | 37     |
| Schweiz (IFPI)           | 30 (22 Wo.)       | 22     |

| ChartsJahrescharts (2015) | Platzierung |
| ------------------------- | ----------- |
| Deutschland (GfK)         | 13          |

### Auszeichnungen für Musikverkäufe
| Land/Region        | Auszeichnungen für Musikverkäufe (Land/Region, Auszeichnung, Verkäufe) | Verkäufe |
| ------------------ | ---------------------------------------------------------------------- | -------- |
| Deutschland (BVMI) | 3× Gold                                                                | 600.000  |
| Österreich (IFPI)  | 2× Platin                                                              | 60.000   |
| Insgesamt          | 1× Gold · 3× Platin ·                                                  | 660.000  |

## Coverversionen und Adaptionen
Im April 2022 wurde Wie schön du bist als Teil des TV-Musicals Die Passion, ausgestrahlt auf RTL, verwendet. Es wurde von Ella Endlich in der Rolle der Maria gesungen.
Im September 2015 schrieb Carolin Kebekus eine Parodie, die sie ihrer Sendung PussyTerror TV vorstellte, „Wie blöd du bist“.